# Centrale nucleare di Gentilly
La centrale nucleare di Gentilly (Gentilly Nuclear Generating Station in inglese o centrale nucléaire de Gentilly in francese) è una centrale nucleare canadese situata vicino Bécancour, nel Québec. La struttura prende il suo nome dal sobborgo di Gentilly della città di Bécancour, in cui si trova. Si trova a circa 100 km a nord-est di Montréal.
Il sito di Gentilly contiene gli unici reattori di potenza del Québec (c'è anche un reattore SLOWPOKE all'Ecole Polytechnique de Montréal), e comprende due reattori nucleari (un prototiopo CANDU-BWR, ora spento, e uno CANDU), siti sulla sponda meridionale del fiume San Lorenzo. 
L'impianto è stato costruito da due reattori costruiti in due fasi tra il 1966 e il 1983 da parte della società Crown corporation, Hydro-Québec, entrambi ora chiusi.